# 란사나 콩테
란사나 콩테(프랑스어: Lansana Conté, 1934년 11월 30일~2008년 12월 22일)는 기니의 군인 출신 정치인이자 전 대통령이다. 그는 1984년 4월 3일부터 2008년 12월 22일까지 기니의 대통령을 역임했으며, 종교는 이슬람교이다.
당시 대령 신분의 란사나 콩테는 아메드 세쿠 투레가 숨진 뒤 직무 대리로 대통령으로 있던 루이스 란사나 비보기의 뒤를 이어 1주일 만에 쿠데타로 집권, 20년 넘게 장기 독재를 했다.
콩테는 1993년부터 대통령 선거를 실시해 재집권한 데 이어 1998년과 2003년에도 대선에서 승리했으나 부정선거를 통해 이겼다는 비난을 받았다.
그의 집권 중에 정부의 실정으로 경제난이 심화돼 야당과 군부가 콩테를 두 차례 이상 축출하려 했었으나 권좌를 지켜냈다. 2007년에는 대규모 반정부 시위를 유혈 진압하는 과정에서 186명이 사망하기도 했다.
2008년 12월 22일에 숙환으로 사망했고 자신을 민주와 발전을 위한 국가회의의 대변인이라고 밝힌 육군 대위 무사 다디스 카마라가 쿠데타를 일으켜 12월 23일 오전 국영 TV와 라디오를 통해 “오늘부터 헌정을 중단하고 모든 정부기구를 해체한다”고 선언했다.

## 역대 선거 결과
| 선거명      | 직책명        | 대수 | 정당       | 득표율 | 득표수      | 결과 | 당락 |
| ----------- | ------------- | ---- | ---------- | ------ | ----------- | ---- | ---- |
| 1993년 선거 | 기니의 대통령 | 2대  | 통일진보당 | 51.71% | 1,077,017표 | 1위  |      |
| 1998년 선거 | 기니의 대통령 | 2대  | 통일진보당 | 56.11% | 1,455,007표 | 1위  |      |
| 2003년 선거 | 기니의 대통령 | 2대  | 통일진보당 | 95.63% | 3,905,824표 | 1위  |      |